# مغسلة سيارات

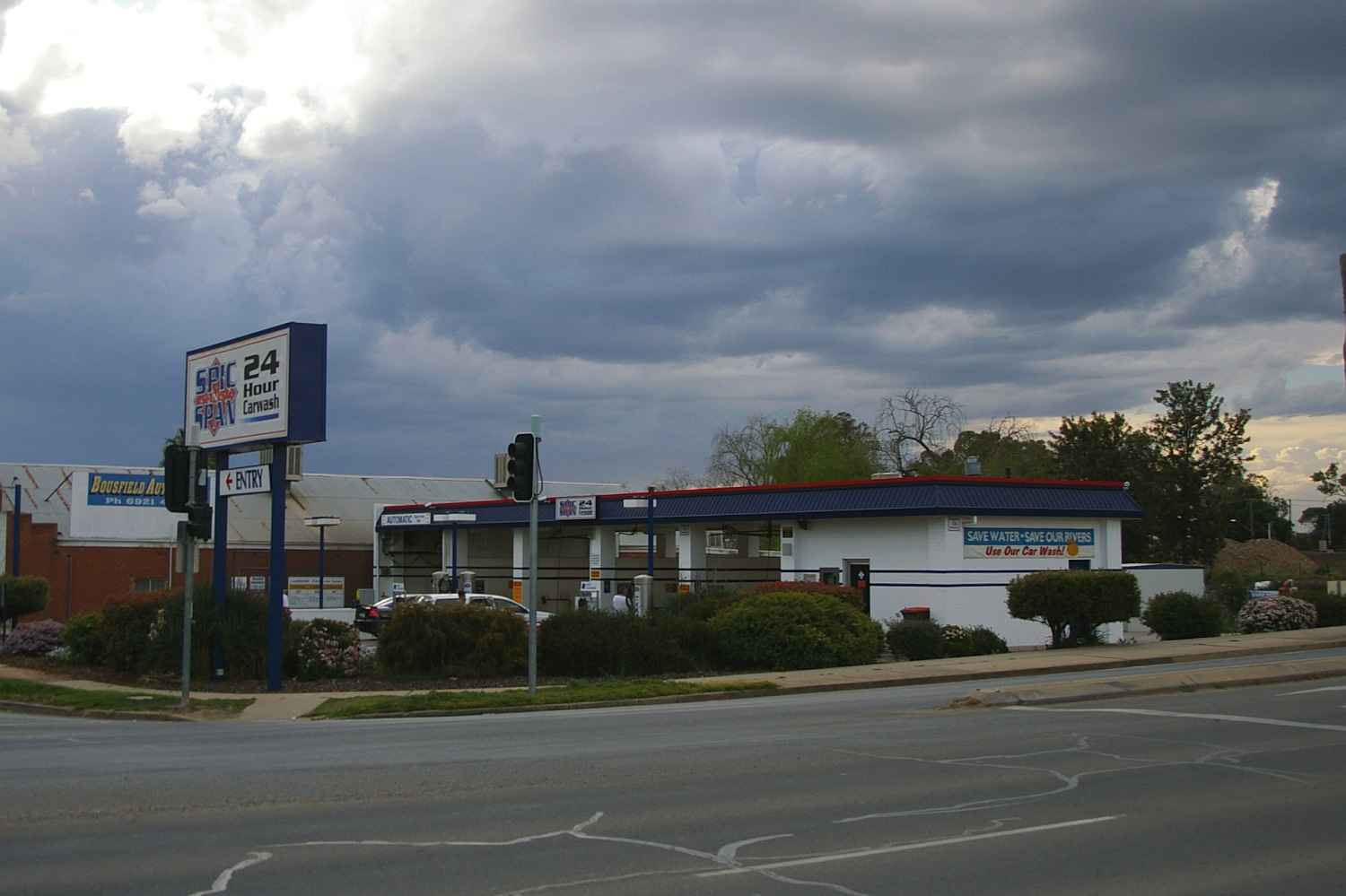
A multi-bay self-service car wash, with an automatic "touchless" bay at the far left and manual bays on the right.

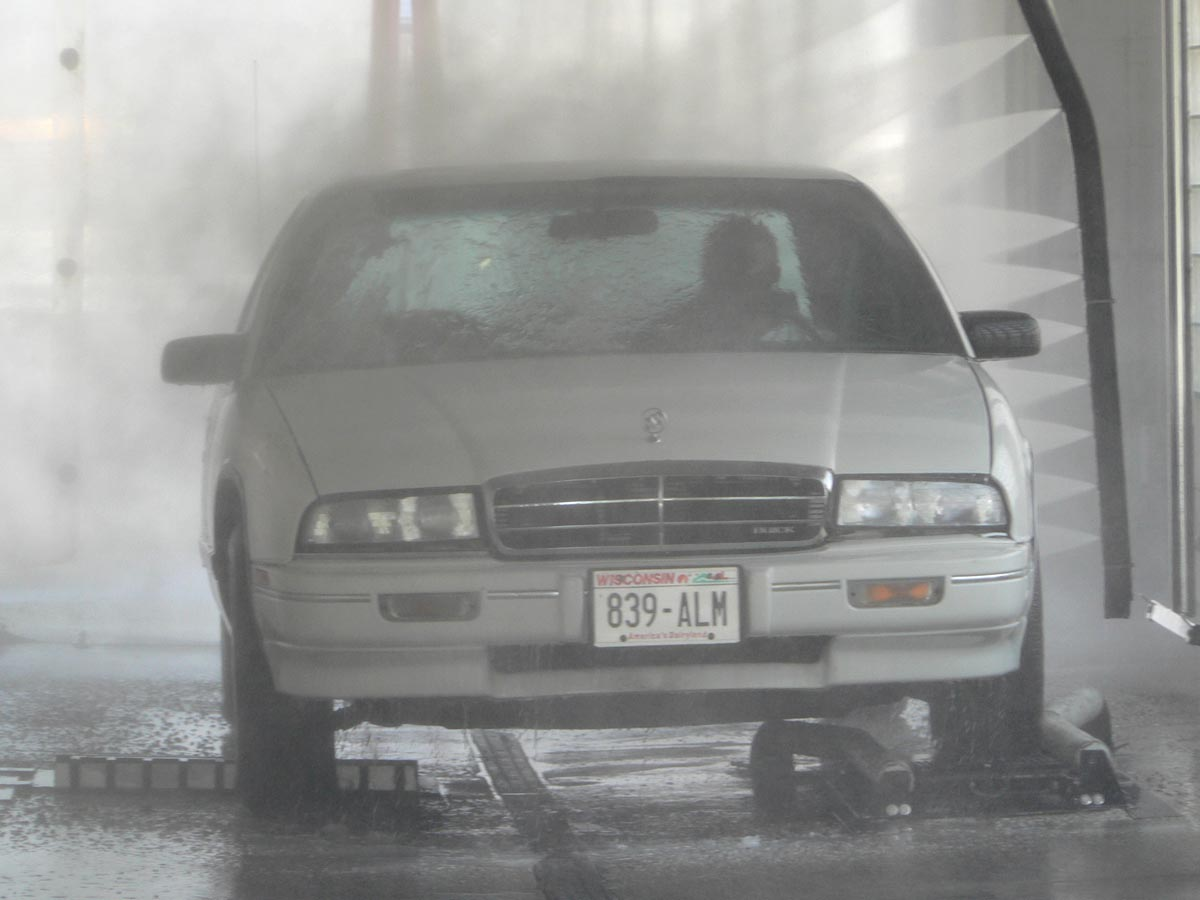
A touchless car wash

مغسلة السيارات (بالإنجليزية: car wash)‏ أو (بالإنجليزية: auto wash)‏ هي منشأة تستخدم لتنظيف السطح الخارجي، وفي بعض الحالات، الداخلي للسيارات.

## غسل السيارات الآلي

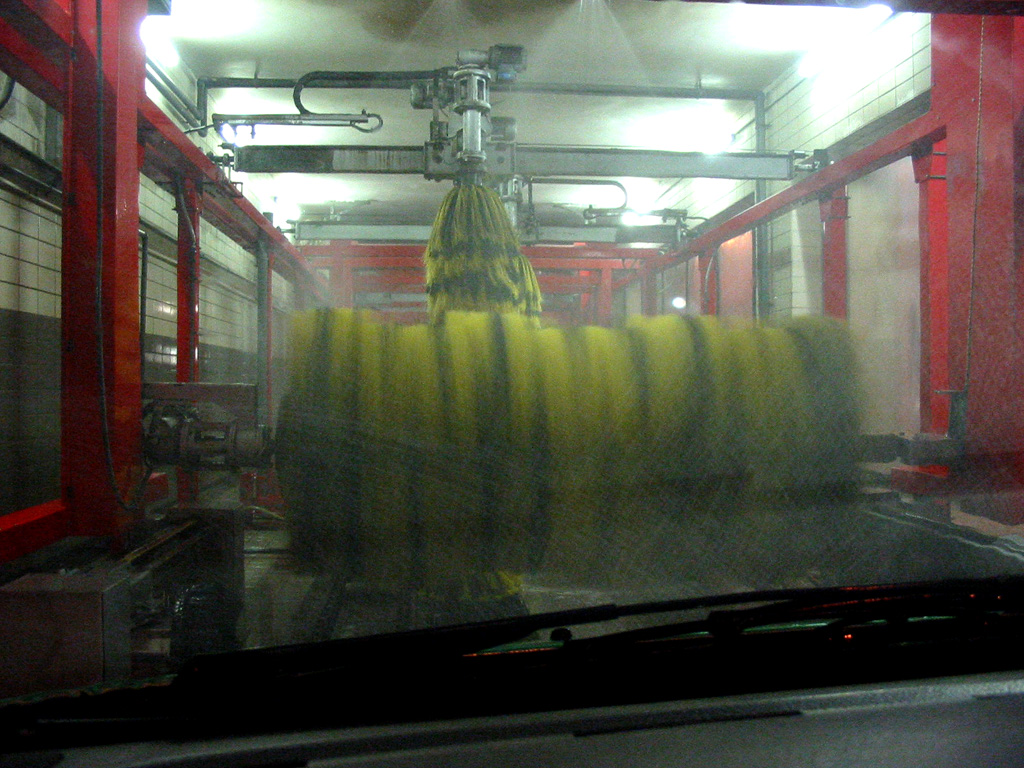
Rotating brushes inside a conveyor car-wash.

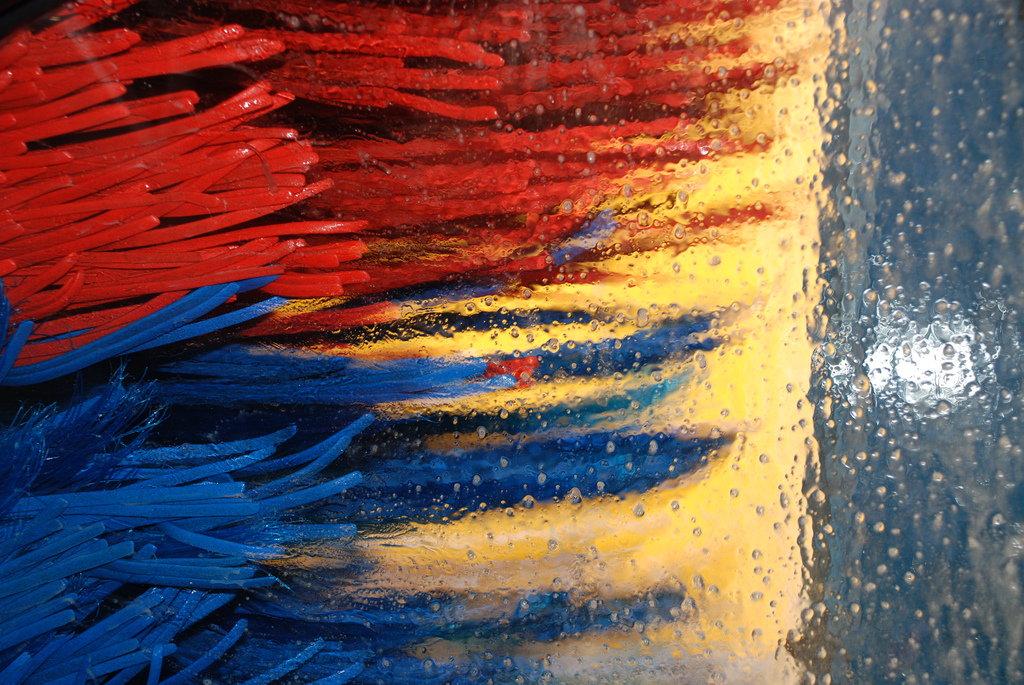
Typical "tunnel" car wash view from the inside

## غسل السيارات بالبكيني

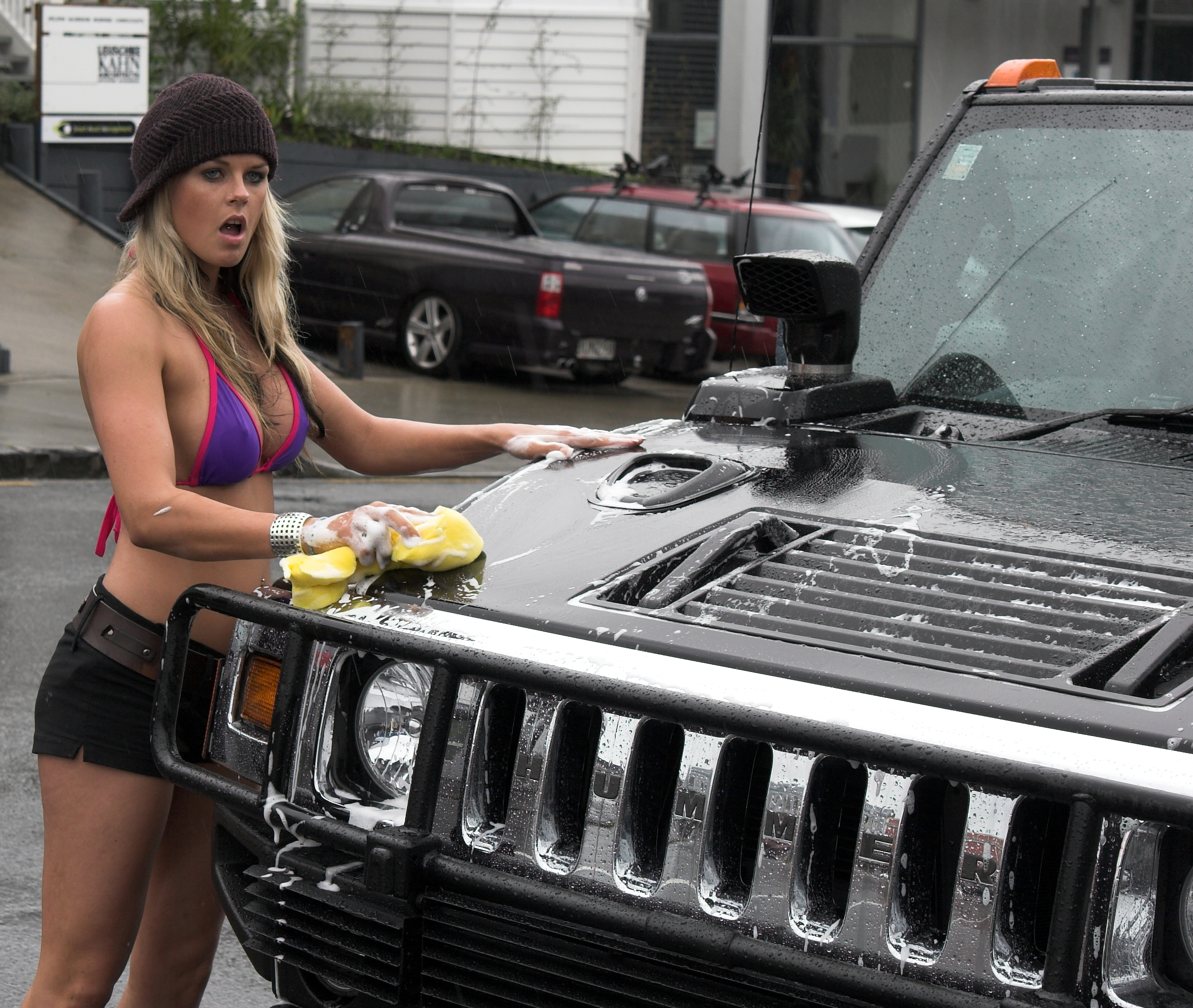
New Zealand Bikini car wash

## وصلات خارجية
- International Carwash Association
- DMOZ Directry Listing
- Waterless Car Cleaning Products